# Lavausseau
 Lavausseau  es una población y comuna francesa, en la región de Poitou-Charentes, departamento de Vienne, en el distrito de Poitiers y cantón de Vouillé.

## Demografía
| 599 | 620 | 600 | 665 | 715 | 702 |
| Para los censos de 1962 a 1999 la población legal corresponde a la población sin duplicidades (Fuente: INSEE [Consultar]) |     |     |     |     |     |